# Srikakulam (dystrykt)

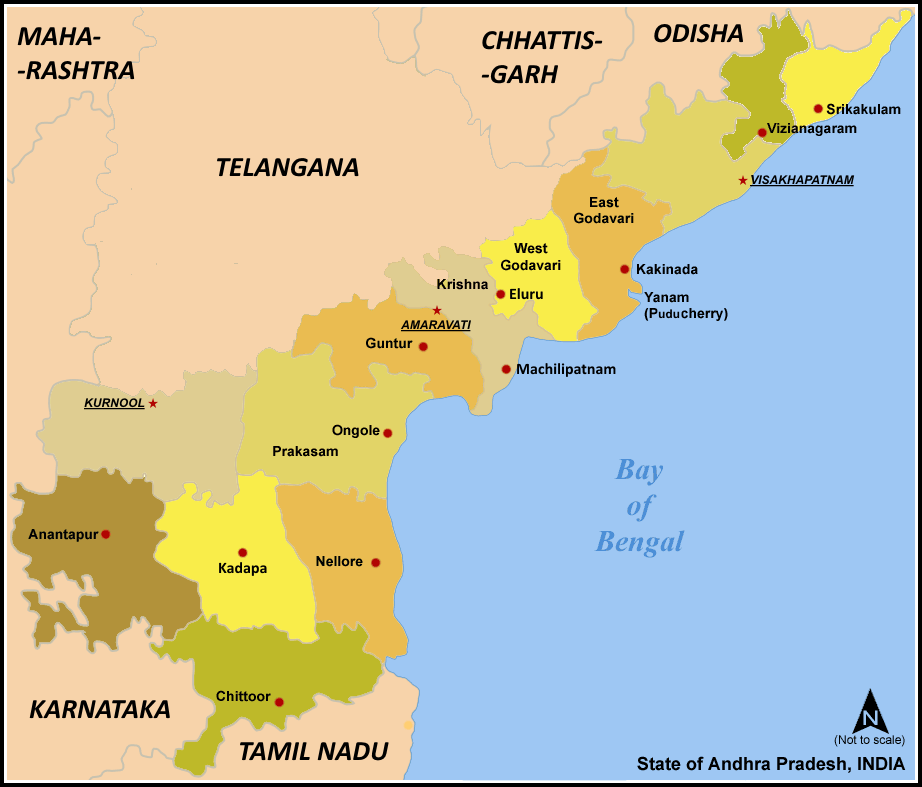
Dystrykty Stanu Andhra Pradesh.

Srikakulam – jeden z dwudziestu trzech dystryktów indyjskiego stanu Andhra Pradesh, o powierzchni 5800 km². Populacja tego dystryktu wynosi 2 531 752 osób, stolicą jest miasto Srikakulam.

## Położenie
Położony jest na północy tego stanu, nad Oceanem Indyjskim. Na zachodzie graniczy z dystryktem Vizianagaram, od północy ze stanem Orissa, a od wschodu i południa z Oceanem Indyjskim. 